# Galdra-Imba
Galdra-Imba (Ingibjörg Jónsdóttir), född 1630/1640, död efter 1687, var en isländsk kvinna som blev anklagad för häxeri. På Island var det ovanligt att kvinnor åtalades för trolldom. 
Hennes föräldrar var pastor Jón Gunnarsson, präst i Hofstaðaþing i Skagafjörður (Flugumýrar och Hofsstaðaþingir socknar) och bosatt i Þverá, och Helga Erlendsdóttir, hans hustru.
Ingibjörg gifte sig med pastor Árni Jónsson, som var son till en präst från Svarfaðardalur, hade gått i Hólaskóla och varit gesäll i flera år hos Gísli Magnússon, länsmannen (Vísa-Gísli). Árni var präst i Viðvík år 1658, och hans och Ingibjörgs dotter Þuríður tros vara född år 1660. År 1661 flyttade han till Fagranes och stannade där i tolv år, och från 1673 var han präst i Hof i Skagaströnd. Hennes make åtalades för trolldom 1679 och dömdes till bannlysning. Han rymde 1680 till England, där han avled året därpå.  
Ingibjörg och några av deras barn beskylldes sedan för häxkonst. Det finns inget uppenbart samband mellan anklagelserna mot pastor Árni och de historier som finns påhittade om Ingibjörg och cirkulerade bland folk. Hon sägs ha sökt sin bondes liv, mördat sina två svärsöner och försökt döda sin dotter Þuríð och flera andra män, med hjälp av trolldom. Hon sägs också ha fått ett skepp förstört under en resa, ha sänt möss mot får, och ha på magisk väg bytt stenar i utbyte mot smör och ost från köpstaden.
Ingibjörg försvarade sig inför tinget från anklagelsen, och i det isländska tingets böcker från 1687 finns kolumnen "Om Ingibjörg Jónsdóttirs frihetsed från Múlaþing".